# Episodi di Tre nipoti e un maggiordomo (prima stagione)
La prima stagione della serie televisiva Tre nipoti e un maggiordomo (Family Affair) è andata in onda negli Stati Uniti dal 12 settembre 1966 al 15 maggio 1967 sulla CBS.
Alcuni episodi della stagione (doppiati in italiano) sono stati trasmessi dalla TV Svizzera tra il dicembre 1972 e il gennaio 1978, senza seguire l'ordine cronologico originale e mescolandoli ad alcuni episodi delle stagioni successive. Gli stessi episodi sono stati replicati a partire dal novembre 1976 da Rai 1, che ha trasmesso anche il resto della stagione in prima visione tra il 1978 e il 1985.
| nº | Titolo originale                    | Titolo italiano                    | Prima TV USA      | Prima TV italiana | Rete TV     |
| -- | ----------------------------------- | ---------------------------------- | ----------------- | ----------------- | ----------- |
| 1  | Buffy                               | Tre piccoli orfanelli              | 12 settembre 1966 | 27 dicembre 1972  | TV Svizzera |
| 2  | Jody and Cissy                      | Cissy resta con me                 | 19 settembre 1966 | gennaio 1973      | TV Svizzera |
| 3  | The Gift Horse                      | La rosa di Killarney               | 26 settembre 1966 | 7 febbraio 1973   | TV Svizzera |
| 4  | The Matter of School                | Una scuola scelta bene             | 3 ottobre 1966    | 1º dicembre 1984  | Rai 1       |
| 5  | Marmalade                           | Marmellata d'arance                | 10 ottobre 1966   | 3 gennaio 1973    | TV Svizzera |
| 6  | Room With a Viewpoint               | La camera divisa                   | 17 ottobre 1966   | 30 gennaio 1985   | Rai 1       |
| 7  | Mrs. Beasley, Where Are You?        | Signora Beasley, dove sei?         | 24 ottobre 1966   | 7 marzo 1973      | TV Svizzera |
| 8  | Who's Afraid of Nural Shpeni?       | Chi ha paura di Nural Shpeni       | 7 novembre 1966   | 31 gennaio 1985   | Rai 1       |
| 9  | A Matter for Experts                | Psicologia infantile               | 14 novembre 1966  | gennaio 1973      | TV Svizzera |
| 10 | Beware: The Other Woman             | Attenzione all'altra donna         | 21 novembre 1966  | 29 gennaio 1985   | Rai 1       |
| 11 | Take Two Aspirins                   | Prendi due aspirine                | 28 novembre 1966  | 14 febbraio 1973  | TV Svizzera |
| 12 | Love Me, Love Me Not                | Se mi vuoi bene sculacciami        | 5 dicembre 1966   | 28 febbraio 1973  | TV Svizzera |
| 13 | The Thursday Man                    | L'uomo del giovedì                 | 12 dicembre 1966  | 10 settembre 1985 | Rai 1       |
| 14 | Thick Deep                          | L'idolo dai piedi di argilla       | 26 dicembre 1966  | 1º maggio 1985    | Rai 1       |
| 15 | Hard Hat Jody                       | Un elmetto per Jody                | 2 gennaio 1967    | 16 ottobre 1985   | Rai 1       |
| 16 | That Was the Dinner That Wasn't     | Una cena per Cissy                 | 9 gennaio 1967    | 1º febbraio 1985  | Rai 1       |
| 17 | All Around the Town                 | Visita alla nave                   | 16 gennaio 1967   | 21 febbraio 1973  | TV Svizzera |
| 18 | One For the Little Boy              | Cose da uomini                     | 23 gennaio 1967   | 8 aprile 1985     | Rai 1       |
| 19 | Fancy Free                          | La nuova aritmetica                | 30 gennaio 1967   | 30 giugno 1985    | Rai 1       |
| 20 | A Helping Hand                      | Un po' d'aiuto ... e tanta volontà | 6 febbraio 1967   | 12 settembre 1985 | Rai 1       |
| 21 | Once in Love With Buffy             | Legato ma ...                      | 13 febbraio 1967  | 13 settembre 1985 | Rai 1       |
| 22 | Ballerina Buffy                     | Buffy prima ballerina              | 20 febbraio 1967  | 28 ottobre 1985   | Rai 1       |
| 23 | The Mother Tongue                   | La madre lingua                    | 27 febbraio 1967  | 31 ottobre 1985   | Rai 1       |
| 24 | Everybody Needs Somebody            | Una moglie per il signor French    | 13 marzo 1967     | 19 gennaio 1978   | TV Svizzera |
| 25 | The Way it Was                      | Come ai bei tempi passati          | 20 marzo 1967     | 6 maggio 1985     | Rai 1       |
| 26 | All Nephews Are Created Equal       | Tutti i nipoti nascono uguali      | 27 marzo 1967     | 16 settembre 1985 | Rai 1       |
| 27 | The Prize                           | Il premio                          | 10 aprile 1967    | 23 maggio 1973    | TV Svizzera |
| 28 | What Did You Do In The West, Uncle? | Cosa facevi nel West?              | 17 aprile 1967    | 29 ottobre 1985   | Rai 1       |
| 29 | The Award                           | La premiazione                     | 1º maggio 1967    | 10 gennaio 1973   | TV Svizzera |
| 30 | The Butler Method                   | Meglio una gamba rotta             | 15 maggio 1967    | 18 settembre 1985 | Rai 1       |

## Tre piccoli orfanelli
- Titolo originale: Buffy
- Diretto da: James Sheldon
- Scritto da: Edmund Hartmann

### Trama
- Guest star: Sandra Wirth (Miss Hodges), Lisa Seagram (Miss Larrabee), Nora Marlowe (Miss Ponsonby), Barbara Perry (Bess Melville), Heather Angel (Miss Faversham), Philip Ober (Ted), Louise Latham (Fran Heiger), Shirley O'Hara (Mrs. Grayson)

## Cissy resta con me
- Titolo originale: Jody and Cissy
- Diretto da: William D. Russell
- Scritto da: Edmund Hartmann, Henry Garson

### Trama
- Guest star: Betty Lynn (Miss Lee), Noel Drayton (Mr. Hardcastle), James Victor (operatore radio)

## La rosa di Killarney
- Titolo originale:  The Gift Horse
- Diretto da: William D. Russell
- Scritto da: John McGreevey

### Trama
- Guest star: Paul Hartman (E.P. McGovern), Karl Lukas (Scotty)

## Una scuola scelta bene
- Titolo originale: The Matter of School
- Diretto da: William D. Russell
- Scritto da: Henry Garson

### Trama
- Guest star: Naji Gabbay (Mr. Rizani), Reginald Lal Singh (Mr. Ghill), Sarah Selby (Mrs. Brown), Aly Wassil (Mr. Kabul), Liza Garson (Barbara), Tony Campo (Murray), Gertrude Graner (Mrs. Hedgemot), Eugène Martin (Freddy), John Hubbard (Ted Gaynor)

## Marmellata d'arance
- Titolo originale: Marmalade
- Diretto da: William D. Russell
- Scritto da: Edmund Beloin, Henry Garson

### Trama
- Guest star: Kathryn Minner (donna), Ray Ballard (truccatore), Richard Peel (Mr. Withers), Nora Marlowe (Miss Reynolds), Pauline Drake (Miss Howard), Peggy Rea (Miss Peters), Lou Krugman (fotografo), Woodrow Parfrey (Mr. Hayden)

## La camera divisa
- Titolo originale: Room With a Viewpoint
- Diretto da: William D. Russell
- Scritto da: Irma Kalish, Austin Kalish

### Trama
- Guest star: Wayne Collier (telefonista), John Hubbard (Ted Gaynor), Kathleen Crowley (Nedra)

## Signora Beasley, dove sei?
- Titolo originale: Mrs. Beasley, Where Are You?
- Diretto da: William D. Russell
- Scritto da: Phil Davis, John McGreevey

### Trama
- Guest star: Cathleen Cordell (commessa), Pamelyn Ferdin (Melissa), Frank Maxwell (George Nelson), Ann McCrea (Clara), Pauline Drake (cameriera), Andy Albin (straccivendolo), Karl Lukas (Scotty), Joan Vohs (Diane)

## Chi ha paura di Nural Shpeni
- Titolo originale: Who's Afraid of Nural Shpeni?
- Diretto da: William D. Russell
- Scritto da: Cynthia Lindsay

### Trama
- Guest star: Peter Mamakos (Mohad), Vic Tayback (poliziotto), Magda Harout (Nural), Henry Corden (Alam), Kay Koury (anziana), Abraham Sofaer (dottor Sarkis), Nestor Paiva (Fuad)

## Psicologia infantile
- Titolo originale: A Matter for Experts
- Diretto da: William D. Russell
- Scritto da: John McGreevey, Joseph Hoffman

### Trama
- Guest star: Jean Engstrom (dottor Edith Morse), Sarah Selby (Miss Bryant), Randy Whipple (Pete), Kym Karath (Barbara), Susan Davis (Mrs. Hughes)

## Attenzione all'altra donna
- Titolo originale: Beware: The Other Woman
- Diretto da: William D. Russell
- Scritto da: Elroy Schwartz

### Trama
- Guest star: Rita Gam (Louise Marshall), Sherry Alberoni (Sharon James), John Hubbard (Ted Gaynor)

## Prendi due aspirine
- Titolo originale: Take Two Aspirins
- Diretto da: William D. Russell
- Scritto da: George Tibbles

### Trama
- Guest star: Norman Alden (Dave McCovey), John Hubbard (Ted Gaynor)

## Se mi vuoi bene sculacciami
- Titolo originale: Love Me, Love Me Not
- Diretto da: William D. Russell
- Scritto da: Peggy Chantler Dick

### Trama
- Guest star: Ricky Cordell (Pepino), Romo Vincent (Umberto), Karl Lukas (Scotty)

## L'uomo del giovedì
- Titolo originale: The Thursday Man
- Diretto da: William D. Russell
- Scritto da: Edmund Hartmann

### Trama
- Guest star: Lillian Adams (Mrs. Mariani), Ila Britton (Miss Elliott), Eugène Martin (Freddy), Richard Peel (Mr. Withers), Heather Angel (Miss Faversham), Kathryn Givney (Mrs. Allenby)

## L'idolo dai piedi di argilla
- Titolo originale: Thick Deep
- Diretto da: William D. Russell
- Scritto da: George Tibbles

### Trama
- Guest star: Diane Mountford (Gail), Robert Reed (Julian Hill)

## Un elmetto per Jody
- Titolo originale: Hard Hat Jody
- Diretto da: William D. Russell
- Scritto da: Ted Sherdeman, Jane Klove

### Trama
- Guest star: Brian Donlevy (Owen Pennington), William Boyett (caposquadra), Dale Ishimoto (Mr. Misawa), John Hubbard (Ted Gaynor)

## Una cena per Cissy
- Titolo originale: That Was the Dinner That Wasn't
- Diretto da: William D. Russell
- Scritto da: Dorothy Cooper Foote

### Trama
- Guest star: Judy Jenson (Susan), Elizabeth Bader (Patty), Diane Mountford (Gail), Betty Lynn (Miss Lee), Jacqueline Bertrand (Maria)

## Visita alla nave
- Titolo originale: All Around the Town
- Diretto da: William D. Russell
- Scritto da: Douglas Tibbles

### Trama
- Guest star: Karl Lukas (Scotty), Vic Tayback (poliziotto), John Hubbard (Ted Gaynor), Andrea King (Mrs. Gaynor), Jack Tesler (Chestnut Man), Danielle Aubry (donna francese), George Dega (francese), Harry Davis (Jose)

## Cose da uomini
- Titolo originale: One For the Little Boy
- Diretto da: William D. Russell
- Scritto da: Austin Kalish, Irma Kalish

### Trama
- Guest star: Edna Helton (cameriera), David Brandon (portiere), Katey Barrett (proprietaria), John Hubbard (Ted Gaynor)

## La nuova aritmetica
- Titolo originale: Fancy Free
- Diretto da: William D. Russell
- Scritto da: Douglas Tibbles, John McGreevey

### Trama
- Guest star: Andrea Sacino (Sally), Roy Roberts (Tim), Kipp Hamilton (Meg), Sterling Holloway (Frack)

## Un po' d'aiuto ... e tanta volontà
- Titolo originale: A Helping Hand
- Diretto da: William D. Russell
- Scritto da: John McGreevey

### Trama
- Guest star: Myrna Loy (Adele), June Vincent (Sheila), Carleton Young (Ken)

## Legato ma ...
- Titolo originale: Once in Love With Buffy
- Diretto da: William D. Russell
- Scritto da: Irma Kalish, Austin Kalish

### Trama
- Guest star: Bill Zuckert (Harold Heiger), Louise Latham (Fran Heiger)

## Buffy prima ballerina
- Titolo originale: Ballerina Buffy
- Diretto da: William D. Russell
- Scritto da: Edmund Beloin, Henry Garson

### Trama
- Guest star: Lili Valenty (Madam Leonton), Cindy Eilbacher (Melissa), Frank Maxwell (George Nelson), Ann McCrea (Clara), John Lawrence (Mr. Seegar), Judy Landon (Margo)

## La madre lingua
- Titolo originale: The Mother Tongue
- Diretto da: William D. Russell
- Scritto da: George Tibbles

### Trama
- Guest star: May Lee (nonna), Noel Toy (Mrs. Chen), Richard Loo (Mr. Chen), Lisa Fong (Marilyn)

## Una moglie per il signor French
- Titolo originale: Everybody Needs Somebody
- Diretto da: William D. Russell
- Scritto da: Seaman Jacobs, Ed James

### Trama
- Guest star: Richard Peel (Mr. Withers), Kevin Cooper (Peter), Pitt Herbert (commesso), Heather Angel (Miss Faversham)

## Come ai bei tempi passati
- Titolo originale: The Way it Was
- Diretto da: William D. Russell
- Scritto da: George Tibbles

### Trama
- Guest star: L. E. Young (Norm), Annabelle Garth (Laurie), Lynn Borden (Marie), Julie Parrish (Olivia)

## Tutti i nipoti nascono uguali
- Titolo originale: All Nephews Are Created Equal
- Diretto da: William D. Russell
- Scritto da: Edmund Beloin, Henry Garson

### Trama
- Guest star: Martin Horsey (David), Richard Peel (Mr. Withers), Maurice Dallimore (Mr. Middlebrook), Sherry Alberoni (Sharon James)

## Il premio
- Titolo originale: The Prize
- Diretto da: William D. Russell
- Scritto da: Henry Garson, Edmund Beloin

### Trama
- Guest star: Paul Kent (Mr. Smith), Robert Broyles (corriere), Jenifer Lea (Mrs. Mayfield), Olan Soule (Mr. Fisk), Annette Cabot (segretaria), William Kendis (George)

## Cosa facevi nel West?
- Titolo originale: What Did You Do In The West, Uncle?
- Diretto da: William D. Russell
- Scritto da: Joseph Hoffman

### Trama
- Guest star: John Agar (Gabe), John Hubbard (Ted Gaynor)

## La premiazione
- Titolo originale: The Award
- Diretto da: William D. Russell
- Scritto da: Henry Garson, Edmund Beloin

### Trama
- Guest star: Oliver McGowan (dottor Felsom), Templeton Fox (Miss Dana)

## Meglio una gamba rotta
- Titolo originale: The Butler Method
- Diretto da: William D. Russell
- Scritto da: George Tibbles

### Trama
- Guest star: Patrick Moore (Virgil), Lynette Winter (Wanda), Christopher Dark (Orson)